# Údolí Plakánek
Přírodní rezervace Údolí Plakánek byla vyhlášena roku 1990 a nachází se na pomezí okresů Mladá Boleslav a Jičín mezi vesnicemi Podkost, Vesec u Sobotky, Střehom a Dobšín. Předmětem ochrany je údolí s pískovcovými skalními útvary a věžemi, mokřadními loukami a fragmenty lužních společenstev, suťových lesů, reliktních skalních borů a acidofilních a borových doubrav. Současné biotopy nahradily v dávné minulosti původní rozsáhlé jasano-olšové lužní lesy. Chráněné území je v péči Agentury ochrany přírody a krajiny České republiky, regionálního pracoviště Liberecko.

## Původ názvu
Název Plakánek pochází již ze 17. století podle rodiny Plakánků, kteří v této oblasti pálili uhlí a od toho měli "uplakané" oči.

## Ochrana přírody
V rezervaci dochází opakovaně k nešetrnému kácení dřeva v rozporu s předepsaným postupem dle plánu péče, čímž je chráněné území poškozeno. V roce 2005 byla poškozena cesta. Během roku 2015 poškodila údolí nešetrná těžba dřeva. V 2021 těžba dřeva a jeho následná přeprava poškodila údolní nivu Veseckého potoka a narušila vodní režim chráněné lokality.

## Vymezené území

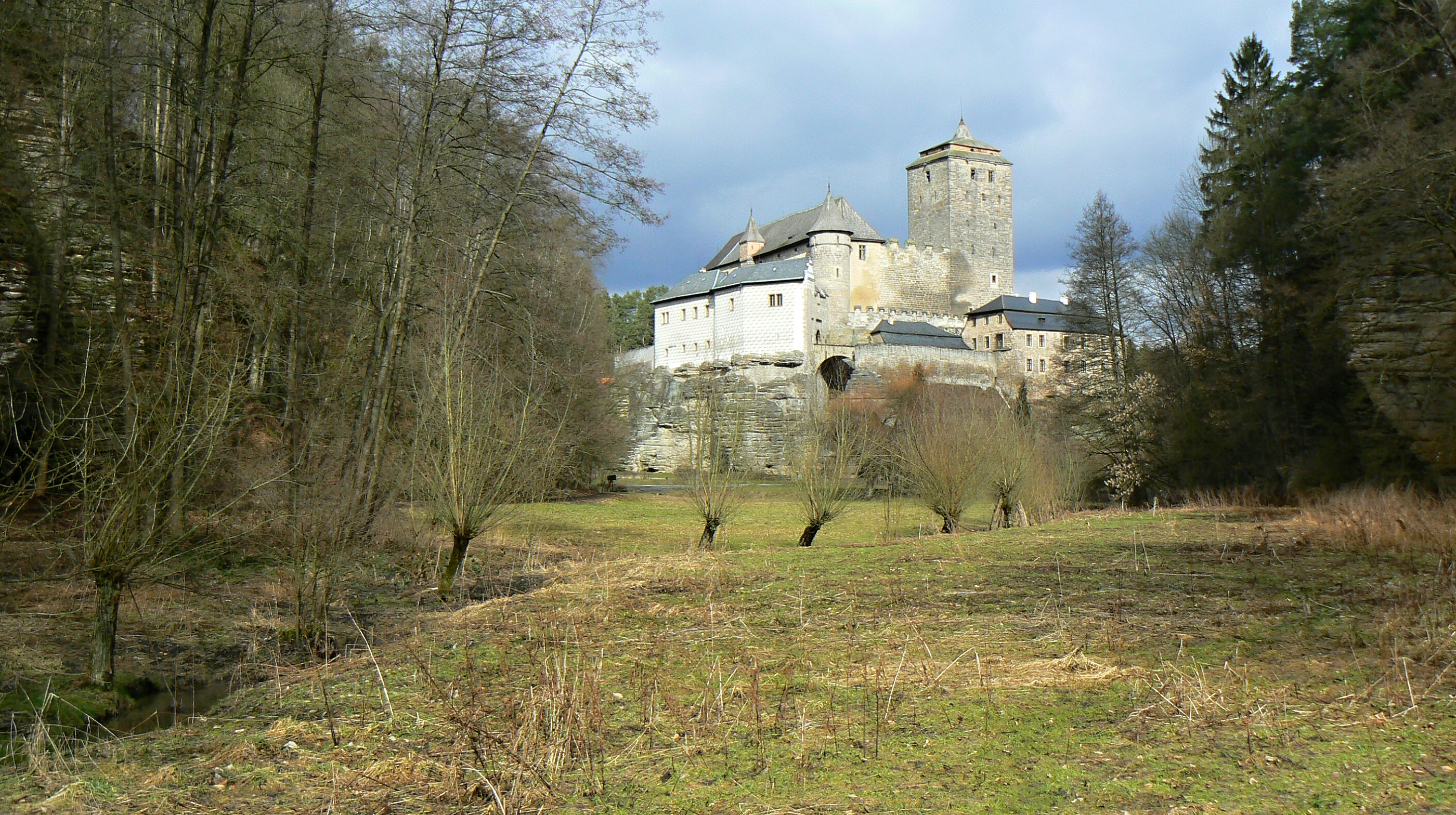
Pohled z údolí Plakánek směrem ke středověkému hradu Kost.

Hlavní údolí zvané též Střehomský Plakánek vyhloubila říčka Klenice, kterou zde napájí několik pramenů vyvěrajících ze skal a úbočí. V jižní části údolí se nachází rybník Obora neboli Pilský. Nedaleko od rybníka jižním směrem ústí do hlavního údolí Plakánku boční údolí zvané Vesecký Plakánek (někdy též Malý Plakánek), jenž utvořil Vesecký potok, přitékající již podle názvu od Vesce. V tomto skalnatém údolí zůstalo zachováno několik starých lomů, kde se získával kvalitní pískovec pro stavební účely. Na severní straně tvoří zakončení Střehomského Plakánku hrad Kost. Za ním se údolí nazývá Prokopské a směřuje  k Libošovicím.

## Flora a fauna
V přírodní rezervaci roste mnoho zajímavých i chráněných druhů rostlin jako jsou: kosatec žlutý (Iris pseudacorus), silenka dvoudomá (Silene dioica), upolín nejvyšší (Trollius europaeus), prstnatec májový (Dactylorhiza majalis), měsíčnice vytrvalá (Lunaria rediviva) nebo bledule jarní (Leucojum vernum). Na jediném místě v České republice se tu vyskytuje lysá forma knotovky červené (Melandrium rubrum), kterou poprvé v roce 1853 popsal lékárník W.J.Sekyra z Mnichova Hradiště.
V lesích s dominujícími jehličnatými stromy žijí například výr velký (Bubo bubo), poštolka obecná (Falco tinnunculus), krkavec velký (Corvus corax), čolek horský (Triturus alpestris), užovka obojková (Natrix natrix) a skokan štíhlý (Rana dalmatina). Na hradě Kost zimuje kriticky ohrožený druh netopýra vrápenec malý (Rhinolophus hipposideros).

## Blízké pamětihodnosti a zajímavosti

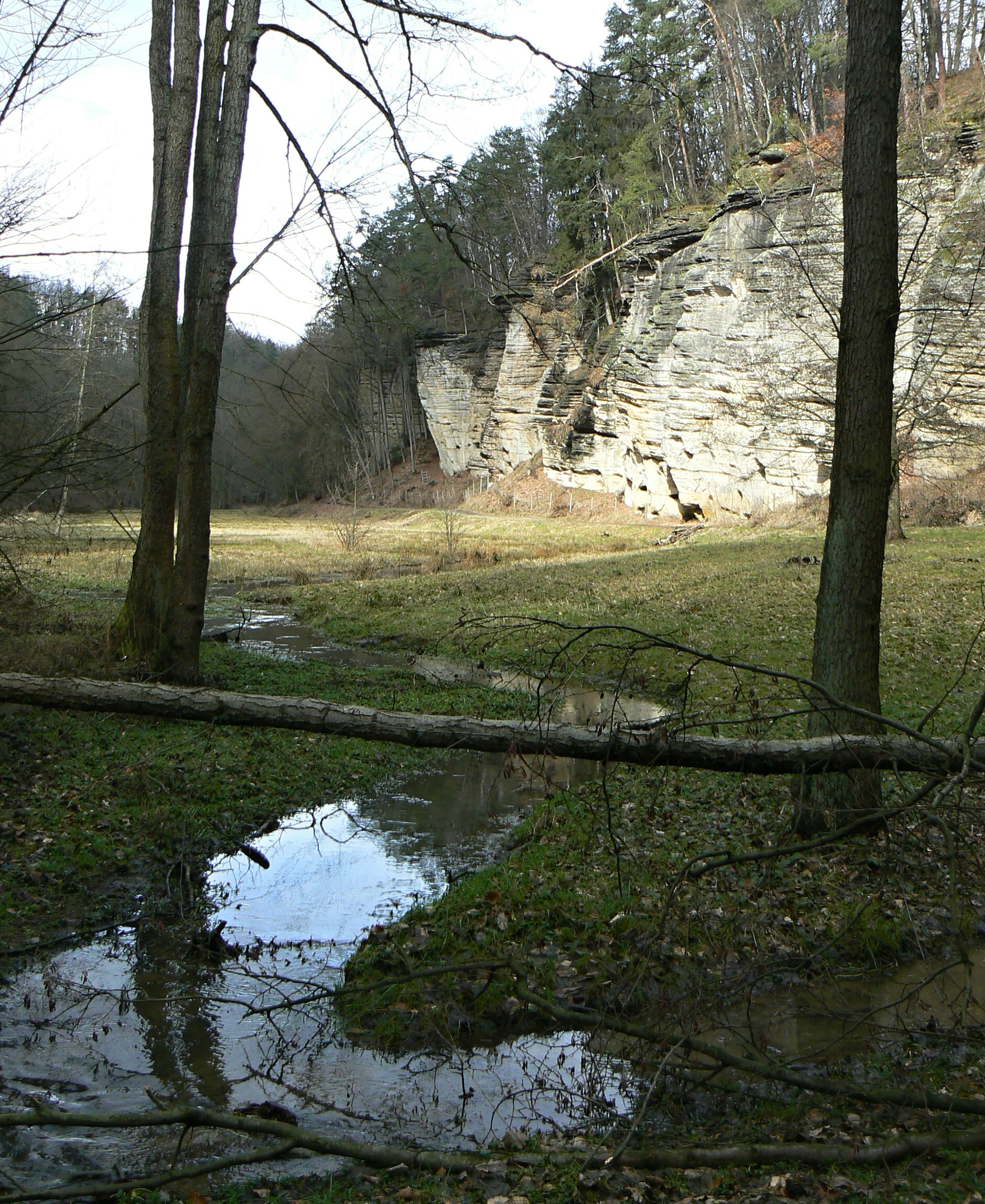
Říčka Klenice v zahloubeném údolí Plakánek.

- Hrad Kost – Hrad je ukryt mezi okolními kopci, byl postaven ve 14. století a nikdy nebyl dobyt.
- Studánka Roubenka – Studánka s průzračnou vodou, oblíbené místo spisovatele Fráni Šrámka, který bydlel v Sobotce. Zmínky o studánce se objevují v jeho básních.
- Poráň – Místo, kde bylo pravěké hradiště od 7.–5. století př. n. l. až do 13. století. K hradišti náleželo mohylové pohřebiště, které se nachází nedaleko studánky Roubenka.
- Vesec – Vesnice se zachovalou vesnickou architekturou a okrouhlou návsí. V obci je sousoší Nejsvětější Trojice.
- Semtinská lípa – Je památný strom při silnici mezi Sobotkou a Podkostí. Lípa byla zničena při silné bouři, ale v její blízkosti je již vysazen nový stromek.

## Přístup a turistické trasy
Do údolí Plakánek se dá dostat třemi směry – po žluté turistické značce od hradu Kost, po modré značce od Vesce Veseckým Plakánkem, a po obou od jihu ze Střehomi. Údolím vede "Naučná stezka Údolí Plakánek", která má jedenáct zastavení s naučnými tabulemi a je dlouhá 10,5 km.